# Carroll (Nou Hampshire)
Carroll és un municipi dels Estats Units a l'estat de Nou Hampshire, que conté diversos pobles, els més grans dels quals són Twin Mountain i Bretton Woods, on es van firmar els famosos Acords de Bretton Woods per un nou ordre econòmic. Segons el cens del 2000, el municipi tenia 663 habitants.

## Demografia
Segons el cens del 2000, Carroll tenia 663 habitants, 279 habitatges, i 189 famílies. La densitat de població era de 5,1 habitants per km².
Dels 279 habitatges en un 24,4% hi vivien nens de menys de 18 anys, en un 56,3% hi vivien parelles casades, en un 7,9% dones solteres, i en un 31,9% no eren unitats familiars. En el 25,4% dels habitatges hi vivien persones soles el 10% de les quals corresponia a persones de 65 anys o més que vivien soles. El nombre mitjà de persones vivint en cada habitatge era de 2,34 i el nombre mitjà de persones que vivien en cada família era de 2,76.
Per edats la població es repartia de la següent manera: un 21% tenia menys de 18 anys, un 6,3% entre 18 i 24, un 26,7% entre 25 i 44, un 31,2% de 45 a 60 i un 14,8% 65 anys o més.
L'edat mediana era de 43 anys. Per cada 100 dones de 18 o més anys hi havia 107,9 homes.
La renda mediana per habitatge era de 39.286$ i la renda mediana per família de 45.227$. Els homes tenien una renda mediana de 27.426$ mentre que les dones 20.781$. La renda per capita de la població era de 18.734$. Entorn del 3,1% de les famílies i el 6,9% de la població estaven per davall del llindar de pobresa.